# Idiografizm
Idiografizm (gr. ídios własny, prywatny, swoisty, gráphō piszę) – pogląd w metodologii humanistyki XX w., według którego historia jako nauka ma wyłącznie idiograficzny charakter.
Przedstawiciele tego poglądu: Wilhelm Windelband, Heinrich Rickert, nauki idiograficzne zajmują się opisem i wyjaśnianiem faktów jednostkowych, a nie formułowaniem ogólnych praw naukowych.